# Яґеле
Яґеле (пол. Jagiele, нім. Jaggeln, from 1938 until 1945 Kleinzedmar) — село в Польщі, у гміні Бані Мазурські Ґолдапського повіту Вармінсько-Мазурського воєводства.
Населення — 202 особи (2011).
У 1975-1998 роках село належало до Сувальського воєводства.

## Демографія
Демографічна структура станом на 31 березня 2011 року:
|          | Загалом | Допрацездатний вік | Працездатний вік | Постпрацездатний вік |
| -------- | ------- | ------------------ | ---------------- | -------------------- |
| Чоловіки | 106     | 11                 | 79               | 16                   |
| Жінки    | 96      | 20                 | 53               | 23                   |
| Разом    | 202     | 31                 | 132              | 39                   |